# Minder fra Haderslev 1940 - 1945
|  | Denne artikel er oprettet af botten Steenthbot ud fra en ekstern database. Den kan derfor have sproglige fejl eller mangler. Denne skabelon kan fjernes efter kontrol af indholdet. |

Minder fra Haderslev 1940 - 1945 er en dansk dokumentarfilm fra 1993 instrueret af Helmuth Krause.

## Handling
Optagelser fra Sønderbro, Hospitalskirken, Assistents Kirkegård, Haderslev Kaserne, Vesterskoven, Nørregade, Halk Skydebane, Pansergrave ved Haderslev.